# Berkhof
 (décembre 2011).
Si vous disposez d'ouvrages ou d'articles de référence ou si vous connaissez des sites web de qualité traitant du thème abordé ici, merci de compléter l'article en donnant les références utiles à sa vérifiabilité et en les liant à la section « Notes et références ».

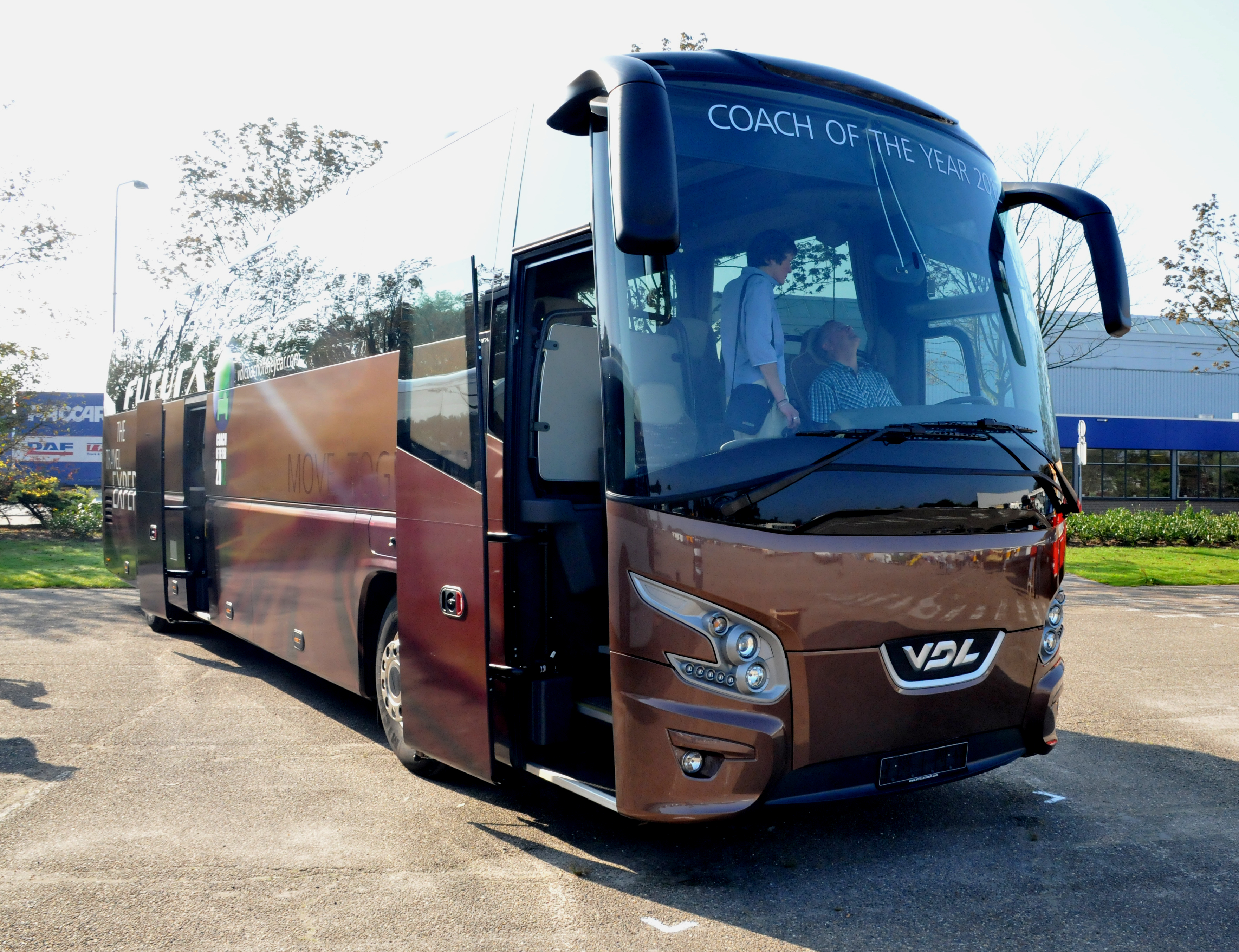
Le VDL Futura

VDL Bus & Coach, anciennement Berkhof est un constructeur d'autocars du groupe VDL.

## Gamme d'autocars
- Excellence 500
- Excellence 1000
- Excellence 2000 HL / HLE
- Excellence 3000
- Axial 50
- Axial 70
- Axial 100 DD (en France, ce modèle est commercialisé par Bova sous le nom Synergy SDD)